# Gotlands kollektivtrafik

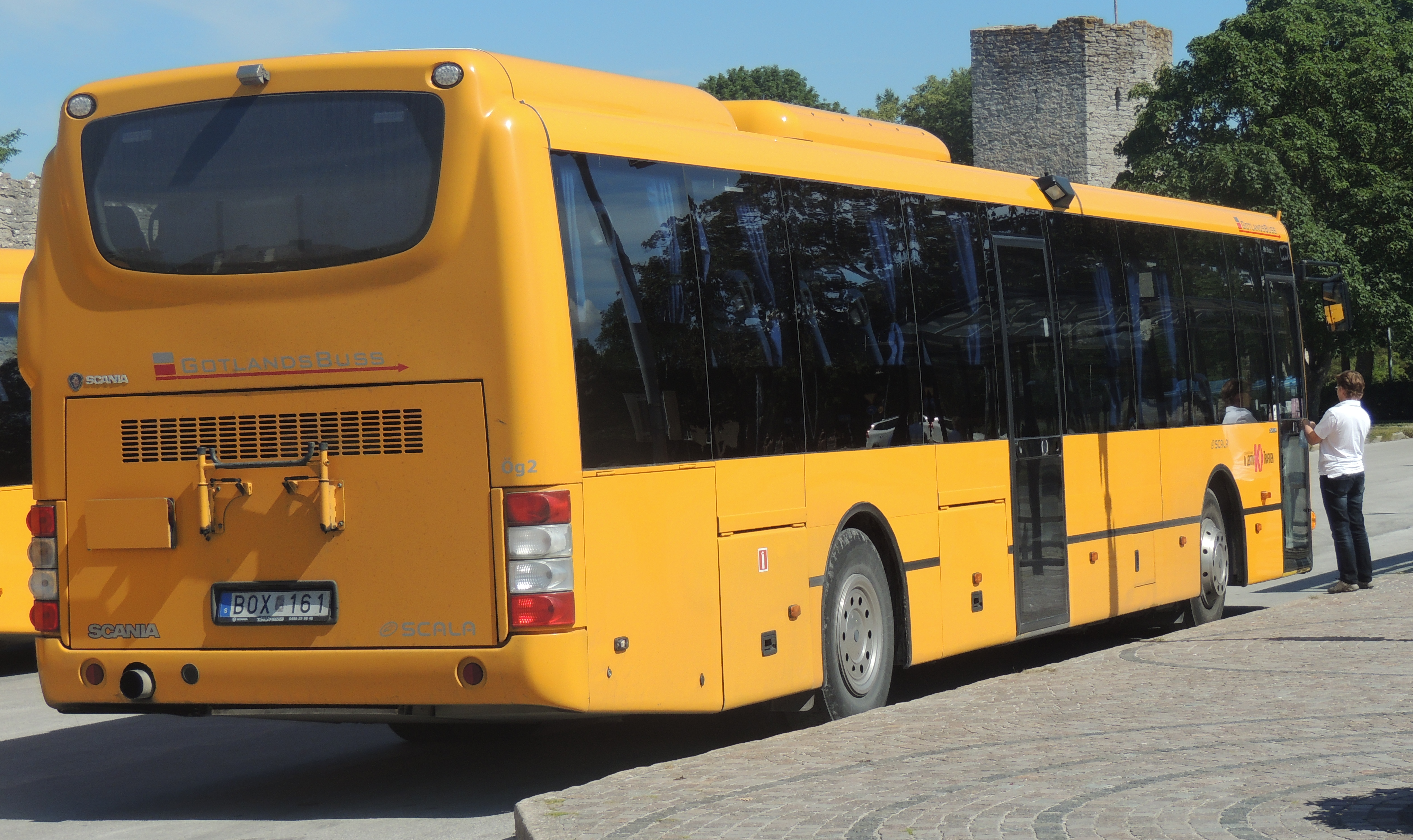
En av kollektivtrafikens Scania Scala i Visby. På 2020-talet trafikeras Gotland andra modeller.

Gotlands kollektivtrafik är den kollektivtrafikverksamhet som bedrivs av tekniska förvaltningen i Region Gotland. Den kommunala kollektivtrafikavdelningen utgör även regional kollektivtrafikmyndighet för Gotlands län. Trafiken bedrevs tidigare under beteckningen Kollektivtrafiken, men sedan juni 2020 är det Gotlands kollektivtrafik som är den officiella benämningen.

## Landsbygdstrafiken Gotland
| Linje | Sträckning                                                              |
| 10    | Visby - Klintehamn - Hemse - Burgsvik                                   |
| 11    | Visby - Roma - Hemse - Burgsvik (- Hoburgen sommartid)                  |
| 12    | Visby - Hejde - Hemse - Burgsvik                                        |
| 13    | (Hemse sommartid) - Garda - Ljugarn - Ala - Roma (- Visby sommartid)    |
| 20    | Visby - Tingstäde - Slite - Lärbro - Fårösund (- Fårö (Skär) sommartid) |
| 22    | Visby - Bäl - Slite - Lärbro                                            |
| 24    | Åminne - Vallstena - Bäl                                                |
| 27    | Visby - Bro - Väskinde                                                  |
| 32    | Havdhem - Hablingbo - Bopparve - Klintehamn                             |
| 41    | Visby - Dalhem - Kräklingbo - Katthammarsvik (- Sandviken sommartid)    |
| 51    | Visby - Eskelhem - Sanda - Klintehamn                                   |
| 61    | Visby - Lummelunda - Stenkyrka - Kappelshamn - Lärbro                   |
| 62    | Visby - Väskinde - Salthamn                                             |

### Plustrafik
Plustrafiken är öppen för alla och körs två dagar i veckan med buss eller taxi till de närmaste tätorterna Hemse, Klintehamn, Roma, Slite, Fårösund eller Visby.
Resor med Plustrafiken skall beställas senast dagen innan planerad resa.

## Stadstrafiken Visby
| Linje | Sträckning                                                                                         |
| 1     | Gråbo – Signalgatan – Busstationen – Östercentrum – Norrområdet – Lasarettet (– Norra kyrkogården) |
| 2     | Terra Nova – Stenhuggaren – A7-området – Lännaplan – Busstationen – Östercentrum                   |
| 3     | (Österby –) Skarphäll – Östercentrum – Busstationen                                                |
| 4     | Snäckgärdsbaden – Gustafsvik – Norderstrand – Östercentrum – Busstationen                          |
| 5A    | Ringlinje Lasarettet - Östercentrum - Gråbo - Terra Nova - Östercentrum - Lasarettet               |
| 5B    | Ringlinje Lasarettet - Östercentrum - Terra Nova - Gråbo - Östercentrum - Lasarettet               |
| 6     | Busstationen - Visby Hamnterminal - Inre hamnen (Almedalen)                                        |

### Servicelinjer
Tidigare fanns tre servicelinjer i Visby. Dessa är dock numera indragna.

## Trafikhistorik
Fram till och med den 12 juni 2009 var Swebus den största entreprenören på ön. Därefter kördes trafiken av Gotlandsbuss AB som bestod av 13 mindre bussbolag på Gotland.
All trafik bedrevs på entreprenad av Bergkvarabuss AB mellan den 14 juni 2020 och 2023. Upphandlingen 2019/2020 gjordes med kravet på minst 70 procent biogasbussar. Med tanke på att avtalet endast var treårigt skickade inte lokala Gotlandsbuss in någon ansökan, med tanke på den stora investeringskostnaden.
2023 tilldelades Bivab (Buss i Väst AB) kontraktet för kollektivtrafiken på Gotland fram till 2033. Gotlandsbuss AB kommer att hantera trafik som underleverantör till Bivab. Även därefter kvarstår Bergkvarabuss som operatör på ön, nu med två nya busslinjer med sommartrafik till och från färjeterminalen.
Utvecklingen i kollektivtrafikresandet på Gotland var fram till början av 2020-talet negativ, och länet hade då minst antal resande med kollektivtrafik i landet. 2024 genomfördes en omstrukturering av linjenätet, med färre linjer som skulle trafikeras mer konsekvent och snabbare. Detta gällde både för stadsbussarna i Visby och för regionbussarna ute på landsbygden.

### Trafik i Innerstaden
Innerstaden saknar kollektivtrafik eftersom gatunätet till stor del utgörs av gågator, gränder och liknande. Det finns dock flera hållplatser precis utanför muren, såsom Strandgärdet, Östercentrum, Busstationen, Atterdags och Almedalen.  

## Källhänvisningar
1. ↑  ”Gotlands kollektivtrafik är nya namnet”. Region Gotland. 7 maj 2020. Arkiverad från originalet den 25 november 2020. https://web.archive.org/web/20201125125937/https://www.gotland.se/107042. Läst 25 augusti 2020.
2. ↑  ”Gotland – Gotlandsbuss tar över”. SVT Östnytt. 14 maj 2008. Arkiverad från originalet den 12 maj 2014. https://web.archive.org/web/20140512223909/http://www.svt.se/nyheter/regionalt/ostnytt/gotland-gotlandsbuss-tar-over. Läst 28 mars 2013.
3. ↑  ”Välkommen till GotlandsBuss AB”. GotlandsBuss AB. http://gotlandsbussab.se/. Läst 28 mars 2013.
4. ↑  ”Nu har Bergkvara tagit över kollektivtrafiken”. helagotland.se. 15 juni 2020. https://helagotland.se/artikel/er94xnxl. Läst 25 augusti 2020.
5. ↑  Widegren, Patrik (19 december 2019). ”Gotländska bussbolag lägger ner”. SVT Nyheter. https://www.svt.se/nyheter/lokalt/ost/gotlandska-bussbolag-lagger-ner. Läst 19 september 2024.
6. ↑  ”Kollektivtrafik på Gotland”. gotland.se. https://gotland.se/trafik-gator-och-parker/kollektivtrafik/kollektivtrafik-pa-gotland. Läst 19 september 2024.
7. ↑  ”Helt klart att Bivab kör Gotlands kollektivtrafik från juni 2023 – Bivab”. https://bivab.se/nyheter/bivab-gotlands-kollektivtrafik/. Läst 19 september 2024.
8. ↑  ULO (22 juni 2023). ”Bergkvarabuss kör vidare på Gotland”. Bussmagasinet. https://www.bussmagasinet.se/2023/06/bergkvarabuss-kor-vidare-pa-gotland/. Läst 19 september 2024.
9. ↑  ULO (25 mars 2024). ”Bättre kollektivtrafik på Gotland | Bussmagasinet”. https://www.bussmagasinet.se/2024/03/battre-kollektivtrafik-pa-gotland/. Läst 19 september 2024.